# Guillac (Żyronda)
Guillac – miejscowość i gmina we Francji, w regionie Nowa Akwitania, w departamencie Żyronda.
Według danych na rok 1990 gminę zamieszkiwało 150 osób, a gęstość zaludnienia wynosiła 49 osób/km² (wśród 2290 gmin Akwitanii Guillac plasuje się na 1026. miejscu pod względem liczby ludności, natomiast pod względem powierzchni na miejscu 1536.).